# Коваль, Иван Григорьевич
Иван Григорьевич Коваль — советский государственный и политический деятель, 2-й секретарь ЦК КП Таджикистана.

## Биография
Родился в 1913 году в Одесской губернии. Член ВКП(б) с 1938 года.
С 1929 года — на общественной и политической работе. В 1929—1970 гг. — заведующий сельским клубом, в РККА, заместитель директора совхоза, директор сельскохозяйственного техникума, на партийной работе, на политической работе в РККА, инструктор, заместитель заведующего Отделом областного комитета КП(б) Украины, 2-й, 1-й секретарь Кировоградского городского комитета КП(б) Украины, секретарь Кировоградского областного комитета КП(б) Украины, инструктор, инспектор ЦК КПСС, 2-й секретарь ЦК КП Таджикистана.
Избирался депутатом Верховного Совета СССР 6-го, 7-го, 8-го созывов.
Умер в 1970 году в Москве.